# Aralia chinensis
Aralia chinensis (sin., Aralia sinensis Hort., es conocida por su nombre común árbol de angélica china o Dimorphanthus,  y es una especie de la familia de las Araliaceae,  nativa de China. Es también conocida como Aralia armata, y el nombre chino de 虎刺葱木.

## Propiedades
El tallo y la raíz son usadas como carminativo.  Se utiliza como un analgésico en el tratamiento de la artritis reumatoide. La raíz es también considerada útil en el tratamiento de la diabetes y la dismenorrea.  Algunos recomiendan tener precaución en su uso, ya que la corteza se considera ligeramente venenosa. También es diurética y sialagoga.[cita requerida]

## Taxonomía
Aralia chinensis fue descrita por Carlos Linneo y publicado en Species Plantarum 1: 273–274. 1753.
Etimología
Aralia: nombre genérico que deriva de la latinización de la antigua palabra franco-canadiense o india americana aralie.
chinensis: epíteto geográfico que alude a su localización en China.
Variedades
- Aralia chinensis var. chinensis
- Aralia chinensis var. longibractea J.Wen[3]

Sinonimia
- Leea spinosa Spreng.

var. chinensis 
- Aralia chinensis var. intermedia Lavallée
- Aralia intermedia Lavallée
- Aralia planchoniana Hance[4]